# 185 (număr)
185 (o sută optzeci și cinci) este numărul natural care urmează după 184 și precede pe 186.

## În matematică
- Este un număr impar.
- Este un număr compus și semiprim.[2][3]
- Este un număr deficient, deoarece suma divizorilor săi (43) este mai mică decât 185.[4]
- Este un număr odios.
- Este un număr lipsit de pătrate.
- Este suma a două numere pătrate perfecte, scrisă în două moduri: 185 = 132 + 42 și 185 = 112 + 82.
- Este diferența a două pătrate perfecte: 185 = 212 - 162.
- Este un număr 20-gonal[5]

## În știință

### Astronomie
- NGC 185,  o galaxie pitică situată în constelația Cassiopeia.
- 185 Eunike, o planetă minoră, un asteroid din centura principală.
- 185P/Petriew, o cometă descoperită de Petriew.
- SN 185, o supernovă care a apărut în anul 185, în direcția Alpha Centauri, între constelațiile Compas și Centaurul.

## Alte domenii
185 se mai poate referi la:
- HMS Avenger (F185), o fostă navă a Marinei Regale Britanice.
- I-185, un prototip de avion de vânătoare proiectat de Polikarpov.
- Alfa Romeo 185T, o mașină de curse Formula 1.
- Zborul 185 SilkAir